# 鮮紅鈎齒脂鯉
鮮紅鈎齒脂鯉，為輻鰭魚綱脂鯉目脂鯉亞目脂鯉科的其中一個種，分布於南美洲委內瑞拉東北部沿岸淡水流域，體長可達5.6公分，棲息在底中層水域，屬雜食性，生活習性不明。

## 扩展阅读
維基物種上的相關：鮮紅鈎齒脂鯉